# 阎没
阎没，阎氏，名没，字明，春秋时期晋国大夫。
前514年冬，梗阳人有诉讼，魏戊不能判断，把案件上报给魏献子。诉讼一方的大宗送给魏献子女乐，魏献子准备接受。魏戊对阎没、女宽说：“主公因不接受贿赂名闻于诸侯，如果收下梗阳人的女乐，则没有比这再大的贿赂了。二位定要劝谏他。”两个人都答应了。退朝以后，阎没、女宽在庭院里等待。开饭后，魏献子召他们来吃饭。摆上饭菜后，两人三次叹气。吃完后，魏献子让他们就坐。魏献子表示从长辈那里听说过，‘唯食忘忧（只有吃饭的时候忘记忧愁）’，二人为何三次叹气。两人回答：“昨天，有人把酒赐给我们两个小人，因此没有吃晚饭。现在很饿。饭菜刚送到，恐怕不够，所以叹气。上菜上了一半，就自责道：‘难道将军让会我们吃不饱？’所以再次叹气。等到饭菜上完，愿以小人之腹度君子之心（愿意把小人的肚腹比为君子的内心），刚刚满足就可以了。”魏献子惊醒，辞谢了梗阳人的贿赂。前504年，成周的儋翩率领王子朝的部下依仗郑国，准备在成周作乱。六月，晋国的阎没到成周戌守，并且在胥靡筑城。